# Niantic (bedrijf)

Ingress - Het eerste bekende product van Niantic

Niantic, Inc. ([naɪˈæntɪk]) is een Amerikaans softwareontwikkelingsbedrijf gevestigd in San Francisco.
Niantic is vooral bekend vanwege het ontwikkelen van de mobiele augmented-reality-games Ingress, Pokémon Go en Harry Potter: Wizards Unite. Het bedrijf werd in 2010 opgericht als Niantic Labs als een interne startup binnen Google. Het bedrijf werd in oktober 2015 een onafhankelijke entiteit. Het heeft kantoren in San Francisco, Bellevue, Los Angeles, Sunnyvale, Hongkong, Tokio en Londen.